# Campoussy
Campoussy (okzitanisch Camporsin) ist eine französische Gemeinde mit 42 Einwohnern (Stand 1. Januar 2022) im Département Pyrénées-Orientales in der Region Okzitanien. Sie gehört zum Arrondissement Prades und zum Kanton  La Vallée de l’Agly.

## Geografie
Das Gemeindegebiet ist Teil des Regionalen Naturparks Corbières-Fenouillèdes.

### Nachbargemeinden
Nachbargemeinden von Campoussy sind Trévillach im Nordosten, Tarerach im Osten, Arboussols im Südosten, Eus im Süden und Sournia im Nordwesten.

## Bevölkerungsentwicklung
| Jahr      | 1962 | 1968 | 1975 | 1982 | 1990 | 1999 | 2013 |
| Einwohner | 26   | 14   | 24   | 33   | 40   | 35   | 44   |

## Sehenswürdigkeiten
Der restaurierte Dolmen von Campoussy liegt südwestlich von Campoussy.
- Kirche Saint-Étienne (Monument historique)
- Kirche Saint-Just (12. Jahrhundert)